# Lijst van voetbalinterlands Bolivia - Slowakije
Deze lijst van voetbalinterlands is een overzicht van alle officiële voetbalwedstrijden tussen de nationale teams van Bolivia en Slowakije. De landen speelden tot op heden drie keer tegen elkaar. De eerste ontmoeting, een vriendschappelijke wedstrijd, werd gespeeld in Santa Cruz de la Sierra op 30 januari 1996. De laatste ontmoeting, eveneens een vriendschappelijke wedstrijd, vond plaats op 14 juni 2000 in Saga (Japan).

## Wedstrijden
| № | Plaats                  | Datum           | Competitie        | Wedstrijd           | Uitslag |
| - | ----------------------- | --------------- | ----------------- | ------------------- | ------- |
| 1 | Santa Cruz de la Sierra | 30 januari 1996 | Vriendschappelijk | Bolivia − Slowakije | 2 − 0   |
| 2 | Cochabamba              | 2 februari 1997 | Vriendschappelijk | Bolivia – Slowakije | 0 – 1   |
| 3 | Saga                    | 14 juni 2000    | Vriendschappelijk | Slowakije – Bolivia | 2 – 0   |

## Samenvatting
| Competitie        | Totaal gespeeld | Winst Bolivia | Gelijk | Winst Slowakije | Doelsaldo Bolivia – Slowakije |
| ----------------- | --------------- | ------------- | ------ | --------------- | ----------------------------- |
| Vriendschappelijk | 3               | 1             | 0      | 2               | 2 − 3                         |
| Totaal            | 3               | 1             | 0      | 2               | 2 − 3                         |

Wedstrijden bepaald door strafschoppen worden, in lijn met de FIFA, als een gelijkspel gerekend.

## Details

### Eerste ontmoeting
De allereerste ontmoeting tussen de nationale voetbalploegen van Bolivia en Slowakije vond plaats op 30 januari 1996. Het vriendschappelijke duel, bijgewoond door 35.000 toeschouwers, werd gespeeld in het Estadio Ramón Tahuichi Aguilera in Santa Cruz de la Sierra, en stond onder leiding van scheidsrechter Juan Carlos Lugones uit Bolivia. Slowakije trad aan met een jeugdselectie.
| Vriendschappelijk (Santa Cruz de la Sierra, Bolivia, 30 januari 1996): |              | |
| Bolivia | 2 – 0        | Slowakije |
| Rubén Tufiño 10' Roly Paniagua 35' | goals        | |
| Dušan Drašković | bondscoach   | Milan Lešický |
| Marco Antonio Barrero 46' Freddy Cossio Miguel Rimba Ángel Paraba Óscar Sánchez Luis Héctor Cristaldo Rubén Tufiño 57' Marco Etcheverry 52' Julio César Baldivieso Roly Paniagua 80' Berthy Suárez | opstellingen | Jozef Hanák Robert Ovád Peter Mráz Tibor Zátek 55' Robert Formanko Miloš Soboňa Peter Dzúrik 85' Samuel Slovak 70' Vladimír Leitner 46' Szilárd Németh Milan Ondrik |
| Maurico Soria 46' Ramiro Castillo 52' Gaspar Monte 57' 73' Juan Carlos Rios 73' Mauricio Ramos 80'                                                                                                 | wissels      | 46' Jozef Muzlay 55' Vladimír Janočko 70' Flórián Urbán 85' Marek Denko                                                                                             |

### Tweede ontmoeting
De tweede ontmoeting tussen de nationale voetbalploegen van Bolivia en Slowakije vond plaats op 2 februari 1997. Het vriendschappelijke duel, bijgewoond door 30.000 toeschouwers, werd gespeeld in het Estadio Félix Capriles in Cochabamba, en stond onder leiding van scheidsrechter Juan Carlos Lugones uit Bolivia. Voor Slowakije maakten vier spelers hun debuut voor de nationale ploeg: Marek Špilár (FC Kosice), Miroslav König, Szilárd Németh en Igor Demo (allen Slovan Bratislava). Bij Bolivia maakte doelman José Carlos Fernández voor het eerst zijn opwachting in de nationale ploeg.
| Vriendschappelijk (Cochabamba, Bolivia, 2 februari 1997): |              | |
| Bolivia | 0 – 1        | Slowakije |
| | goals        | 83' Jozef Kožlej |
| Antonio López | bondscoach   | Jozef Jankech |
| José Carlos Fernández Miguel Rimba Óscar Sánchez Marco Antonio Sandy Luis Héctor Cristaldo 65' Ramiro Castillo 68' Rubén Tufiño Vladimir Soria Sergio Castillo Jaime Moreno 65' Limberg Gutiérrez 75' | opstellingen | Miroslav König Ivan Kozák Dušan Tittel Miroslav Karhan 46' Dušan Tóth 78' Samuel Slovák Julius Šimon Robert Tomaschek 46' Vladislav Zvara Marek Špilár 64' Szillárd Németh |
| Iván Castillo 65' Juan Berthy Suárez 65' Milton Melgar 68' Richard Cueto 75' | wissels      | 46' Igor Demo 46' Marián Bochnovič 64' Robert Semeník 78' Jozef Kožlej |

### Derde ontmoeting
De derde ontmoeting tussen de nationale voetbalploegen van Bolivia en Slowakije vond plaats op 14 juni 2000. Het duel in de strijd om de Kirin Cup, bijgewoond door 8.037 toeschouwers, werd gespeeld in het Tosu Stadion in Saga (Japan) en stond onder leiding van scheidsrechter Masayochi Okada uit Japan. Hij deelde één gele kaart uit. Bij Bolivia maakte doelman Sergio Galarza zijn debuut voor de nationale ploeg.
| Vriendschappelijk (Saga, Japan, 14 juni 2000): |              | |
| Bolivia | 0 – 2        | Slowakije |
| | goals        | 21' Roman Kratochvíl 45' Martin Fabuš |
| Carlos Aragones | bondscoach   | Jozef Adamec |
| Sergio Galarza Ángel Paraba Reny Ribera José Loayza Luis Camacho Juan Rivero 46' Mauricio Ramos Luis Cristaldo 46' Richard Rojas Limberg Gutiérrez 46' Tomás Gutiérrez 46' | opstellingen | Kamil Susko 65' Peter Dzúrik Stanislav Varga Milan Timko Roman Kratochvil Vladimír Leitner 82' Jozef Valachovič 90' Igor Bališ Peter Németh Attila Pinte 75' Martin Fabuš |
| Ricardo Torrico 46' Raúl Justiniano 46' Raúl Gutiérrez 46' Herland Sánchez 46'                                                                                             | wissels      | 65' Tibor Zátek 75' Vladimír Kožuch 82' František Hadviger 90' Erik Ješik                                                                                                 |
| Richard Rojas ??' | gele kaarten | |

FBF · A-internationals · Selecties · Bondscoaches · Statistieken · Boliviaans vrouwenelftal · Olympisch elftal · Bolivia U21 · Bolivia U20 · Bolivia U19 · Bolivia U18 · Bolivia U17
1926–1949 · 
1950–1959 · 
1960–1969 · 
1970–1979 · 
1980–1989 · 
1990–1999 · 
2000–2009 · 
2010–2019 ·
2020−2029
CC 1999
WK 1930 · 
WK 1950 · 
WK 1994
1926 · 
1927 · 
1927 · 1928 · 1929 · 
1930 · 
1931 · 1932 · 1933 · 1934 · 1935 · 1936 · 1937 · 
1938 · 
1939 · 1940 · 1941 · 1942 · 1943 · 1944 · 
1945 · 
1946 · 
1947 · 
1948 · 
1949 · 
1950 · 
1951 · 1952 · 
1953 · 
1954 · 1955 · 1956 · 
1957 · 
1958 · 
1959 · 
1960 · 
1961 · 
1962 · 
1963 · 
1964 · 
1965 · 
1966 · 
1967 · 
1968 · 
1969 · 
1970 · 
1971 · 
1972 · 
1973 · 
1974 · 
1975 · 
1976 · 
1977 · 
1978 · 
1979 · 
1980 · 
1981 · 
1982 · 
1983 · 
1984 · 
1985 · 
1986 · 
1987 · 
1988 · 
1989 · 
1990 · 
1991 · 
1992 · 
1993 · 
1994 · 
1995 · 
1996 · 
1997 · 
1998 · 
1999 · 
2000 · 
2001 · 
2002 · 
2003 · 
2004 · 
2005 · 
2006 · 
2007 · 
2008 · 
2009 · 
2010 ·
2011 · 
2012 · 
2013 · 
2014 · 
2015 · 
2016 ·
2017 ·
2018 ·
2019 ·
2020 ·
2021 ·
2022 ·
2023 ·
2024
Algerije ·
Andorra ·
Argentinië ·
Brazilië ·
Bulgarije · 
Chili ·
Colombia ·
Costa Rica ·
Cuba ·
Curaçao ·
DDR ·
Duitsland ·
Ecuador ·
Egypte ·
El Salvador ·
Finland ·
Frankrijk ·
Griekenland ·
Guatemala ·
Guyana ·
Haïti ·
Honduras ·
Hongarije ·
Ierland ·
IJsland ·
Irak ·
Iran ·
Jamaica ·
Japan ·
Joegoslavië ·
Kameroen ·
Letland ·
Mexico ·
Myanmar ·
Nicaragua ·
Noord-Korea ·
Oezbekistan ·
Panama ·
Paraguay ·
Peru ·
Polen ·
Portugal ·
Roemenië ·
Rusland ·
Saoedi-Arabië ·
Senegal ·
Servië ·
Slowakije ·
Spanje ·
Trinidad en Tobago ·
Tsjecho-Slowakije ·
Uruguay ·
Venezuela ·
Verenigde Arabische Emiraten ·
Verenigde Staten ·
Zuid-Afrika ·
Zuid-Korea ·
Zwitserland
SFZ · A-internationals · Bondscoaches · Statistieken · Slowaaks vrouwenelftal · Olympisch elftal · Slowakije U21 · Slowakije U20 · Slowakije U19 · Slowakije U18 · Slowakije U17 · Slowakije U16
1939 – 1944 · 1992 – 1999 · 2000 – 2009 · 2010 – 2019 · 2020 − 2029
EK's: 2016 · 2020 · 2024
WK's: 2010
OS: 2000
1939 · 1940 · 1941 · 1942 · 1943 · 1944 · 1945–1991 · 1992 · 1993 · 1994 · 1995 · 1996 · 1997 · 1998 · 1999 · 2000 · 2001 · 2002 · 2003 · 2004 · 2005 · 2006 · 2007 · 2008 · 2009 · 2010 · 2011 · 2012 · 2013 · 2014 · 2015 · 2016 · 2017 · 2018 · 2019 · 2020 · 2021
Algerije · 
Andorra · 
Argentinië ·
Armenië · 
Australië · 
Azerbeidzjan · 
België · 
Bolivia · 
Bosnië en Herzegovina · 
Brazilië · 
Bulgarije · 
Chili · 
Colombia · 
Costa Rica · 
Cyprus · 
Denemarken · 
Duitsland · 
Egypte · 
Engeland · 
Estland · 
Faeröer · 
 Finland · 
Frankrijk · 
Georgië · 
Gibraltar · 
Griekenland · 
Guatemala · 
Hongarije · 
Ierland · 
IJsland · 
Iran · 
Israël · 
Italië · 
Japan · 
Joegoslavië · 
Jordanië · 
Kameroen · 
Kazachstan ·
Koeweit ·
Kroatië · 
Letland · 
Libanon ·
Liechtenstein · 
Litouwen ·
Luxemburg · 
Malta · 
Marokko · 
Mexico ·
Moldavië · 
Montenegro ·
Nederland · 
Nieuw-Zeeland · 
Noord-Ierland ·
Noord-Macedonië ·
Noorwegen ·
Oeganda · 
Oekraïne · 
Oezbekistan · 
Oostenrijk · 
Paraguay · 
Peru · 
Polen · 
Portugal · 
Roemenië · 
Rusland · 
San Marino · 
Saoedi-Arabië · 
Schotland · 
Servië en Montenegro ·
Slovenië · 
Spanje · 
Thailand · 
Tsjechië · 
Turkije · 
Verenigde Arabische Emiraten · 
Verenigde Staten · 
Wales · 
Wit-Rusland · 
Zuid-Korea · 
Zweden · 
Zwitserland
Engeland (2016) ·
Nieuw-Zeeland (2010) · 
Polen (2021) · 
Rusland (2016) · 
Spanje (2021) · 
Wales (2016) · 
Zweden (2021)